# Rodriguezia limae
Rodriguezia limae är en orkidéart som beskrevs av Alexander Curt Brade. Rodriguezia limae ingår i släktet Rodriguezia och familjen orkidéer. Inga underarter finns listade i Catalogue of Life.